# Helictopleurus undatus
Helictopleurus undatus är en skalbaggsart som beskrevs av Olivier 1789. Helictopleurus undatus ingår i släktet Helictopleurus och familjen bladhorningar. Inga underarter finns listade i Catalogue of Life.